# Shane McConkey
Shane McConkey (Vancouver, 30 de diciembre de 1969 - 26 de marzo de 2009) fue un esquiador canadiense.

## Biografía
Fue un esquiador profesional local de la estación de Squaw Valley, California. Ganó numerosos premios durante su vida en distintas disciplinas del mundo del esquí. Comenzó su vida profesional compitiendo en pruebas de freeski en la disciplina de freestyle, pero a lo largo de su vida deportiva fue dejando de lado el freestyle para dedicarse al freeride y grabar segmentos de películas de esquí extremo para las principales productoras de la industria del cine extremo (Matchstick Productions, Scott Gaffney Pictures, Teton Gravity Research, Warren Miller Films).
También dedicó parte de su carrera como pionero de la fusión de salto BASE y esquí extremo lo cual acabó cobrándose su vida. Contribuyó activamente con el diseño de la nueva generación de tablas de esquí extremo que también se aplicaron finalmente en esquís de pista (esquís fat, carving, camber invertido) el último esquí diseñado por Shane fue el K2 Pontoon. También se dedicaba a realizar las acciones de riesgo en películas como doble. Algunas de ellas fueron de James Bond. Contrajo matrimonio en 2004 con Sherry McConkey y con ella tuvo una hija, Ayla McConkey en 2006.

### Muerte
El 26 de marzo de 2009 murió mientras realizaba Ski-WingSuit-BASE en las Dolomitas, en Italia. Tras saltar en un acantilado y realizar un doble backflip, el sistema de liberación de los esquís falló, y al quedar con solo uno de ellos, perdió el control del vuelo, cuando ya pudo liberar el esquí, fue muy tarde, no permitiendo abrir el paracaídas y estrellándose contra el suelo y muriendo en el acto pese a la rápida asistencia de los servicios médicos italianos. Accidente que ocurrió durante el rodaje de una campaña de la empresa de la bebida energética Red Bull.

## Premios
- 2005: Nominado al Laureus como Deportista mundial alternativo del año, primer clasificado por los lectores de Powder Magazine como esquiador del año y galardonado también por Powder Magazine como el esquiador más arriesgado.
- 2004: Segundo esquiador del año para los lectores de Powder Magazine y de nuevo el premio al esquiador más arriesgado además la revista también le otorgó el premio a la mejor sección grabada con una cámara acoplada al casco.
- 2003: Quedó de nuevo segundo esquiador del año para los lectores de Powder Magazine. Comenzó con el salto BASE.
- 2002: primer clasificado por los lectores de Powder Magazine como esquiador del año

Inventó uno de los mayores avances para el esquí en nieve virgen The Volant Spatula con reverse camber y reverse sidecut!.
- 2001: ESPN Action Sport le premio como esquiador del año, clasificado como número uno del año por la revista Skiing Magazine’s y en el Top 25 de los esquiadores norteamericanos.

## Filmografía
- Claim (2008)
- Seven Sunny Days (2007)
- Steep (2007)
- Push (2006)
- Yearbook (2005)
- The Hit List (2005)
- Warren Miller's Higher Ground (2005)
- Focused (2004)
- Ski Movie III: The Front Line (2002)
- Ski Movie 2: High Society (2001)
- Ski Movie (2000)
- There's Something About McConkey (2000)
- 1999
- Global Storming (1999)
- Sick Sense (1998)
- Walls of Freedom (1995?)
- TGR's The Realm (1994)
- Immersion (2002)
- Alpine Rapture (1993)
- Ski Theater (1992)

## Resultados
2000
- Nea Award Winner - Freeskiing Hombres
- Bridge Day Championships - 5.º.
- 3rd Exit Style Winner of Judges Choice Award
- Gravity Games Big Mtn. Champion, Gravity Games Skiercross - 6.º
- Gravity Games Big Air - 7.º
- X-Games Skiercross - 5.º
- Japan Core Games Skiercross Champion- 3.º
- Jonny Moseley Invitational - 3.º

1999
- ESPN X-Games Skier Cross - 2.º
- IFSA World Tour of Freeskiing - 5.º
- US Freeskiing Nationals - 5.º
- Competición Del World Tour en Andermatt - 3.º

1998
- IFSA World Tour of Freeskiing Champion- 2.º
- European Freeskiing Champion- 2.º
- U.S. Freeskiing Nationals - 2.º
- Canadian Freeskiing Championships-4.º

1996
- IFSA Overall World Tour Champion - Tour no oficial - 4.º
- Campeón del European Freeskiing
- U.S. Freeskiing Championships-4.º
- World Extreme Skiing Championships-6.º

1995
- Campeón del U.S. National Freeskiing
- Campeón del South American Freeskiing
- Pro Mogul Tour Overall - 16.º

1994
- Campeón Del South American Freeskiing
- World Extreme Skiing Championships-2.º
- Pro Mogul Tour Overall-8.º

- Datos: Q2348521